# Steinach (Švýcarsko)
Steinach je obec na východě Švýcarska v kantonu St. Gallen. Žije zde přibližně 3 600 obyvatel.

## Geografie
Sídelní oblast Steinachu se nachází v převážně rovinatém terénu u Bodamského jezera, centrum obce poblíž ústí řeky Steinach. Jižněji od centra leží čtvrť Obersteinach, dále na jih směrem ke St. Gallenu se terén zvedá. Vede k hradu Steinerburg, který stojí poblíž nejvyššího bodu obce (487 m n. m.). Vedle Steinerburgu se terén prudce svažuje k hluboce zaříznutému korytu řeky Steinach. K Obersteinachu patří také vesnice Engensberg, Karrersholz a Haslen jižně od Rorschacherstrasse.
Steinach je součástí spádové oblasti města St. Gallen, které tvoří hospodářské a kulturní centrum regionu.
Sousedními obcemi jsou Arbon na západě, Berg a Mörschwil na jihu a Tübach a Horn, exkláva kantonu Thurgau, na východě.

## Historie

Letecký pohled (1923)

První zmínka o Steinachu pochází z roku 769 v souvislosti s repatriací těla Otmara ze St. Gallenu z ostrova Werd u Eschenzu. Otmar byl v roce 759 odsouzen k smrti hladem, poté omilostněn a odsouzen k doživotnímu vězení na ostrově Werd, kde téhož roku zemřel. O deset let později převezli mniši z kláštera v St. Gallenu jeho tělo přes Bodamské jezero a po řece Steinach zpět do svého kláštera. V této době je v oblasti dnešního Steinachu zaznamenán statek zvaný Villa Steinaha a přístaviště lodí.
V listině z roku 782 je zmíněno darování pozemků klášteru St. Gallen. V roce 1459 bylo panství Steinach postoupeno městu St. Gallen, které nechalo v roce 1473 postavit Gredhaus. Budova, která existuje dosud, sloužila jako sýpka. V roce 1490 postoupilo město St. Gallen panství Steinach opatství St. Gallen. V roce 1529 proběhla ve Steinachu reformace, která skončila v roce 1532 návratem ke staré víře. Do roku 1742 patřil k farnosti Steinach také Tübach.
Během helvétského období v letech 1798–1803 patřil Steinach ke kantonu Säntis, poté k nově založenému kantonu St. Gallen. V letech 1803 až 1832 byly součástí politické obce Steinach také sousední obce Tübach a Berg.

## Obyvatelstvo
| Vývoj počtu obyvatel | Vývoj počtu obyvatel | Vývoj počtu obyvatel | Vývoj počtu obyvatel | Vývoj počtu obyvatel | Vývoj počtu obyvatel | Vývoj počtu obyvatel | Vývoj počtu obyvatel | Vývoj počtu obyvatel | Vývoj počtu obyvatel | Vývoj počtu obyvatel |
| -------------------- | -------------------- | -------------------- | -------------------- | -------------------- | -------------------- | -------------------- | -------------------- | -------------------- | -------------------- | -------------------- |
| Rok                  | 1840                 | 1850                 | 1900                 | 1950                 | 1980                 | 2000                 | 2005                 | 2010                 | 2015                 | 2019                 |
| Počet obyvatel       | 464                  | 757                  | 1276                 | 1752                 | 2513                 | 2899                 | 3299                 | 3292                 | 3519                 | 3608                 |

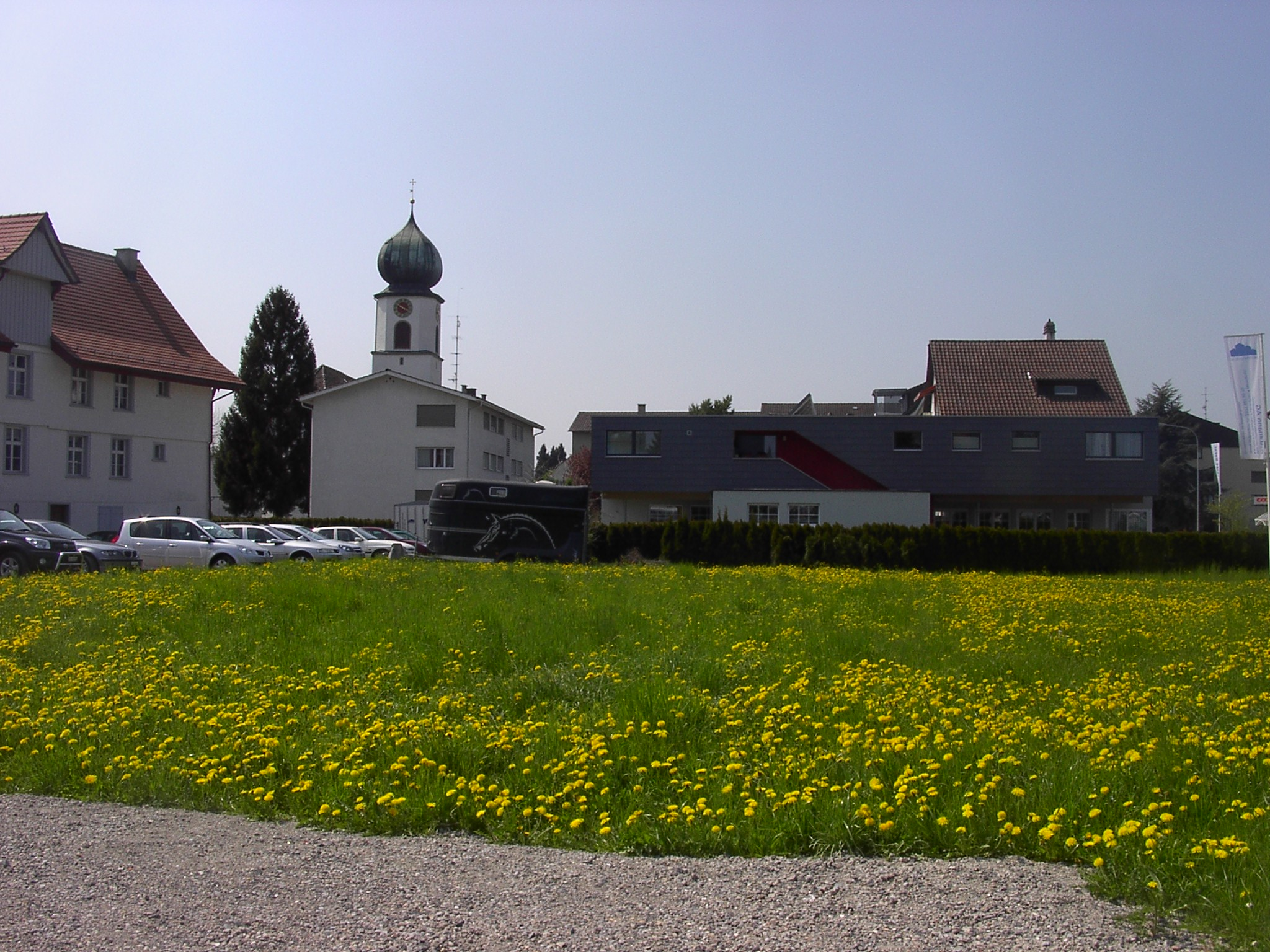
Kostel v centru obce

Mezi lety 1850 a 2000 se počet obyvatel Steinachu zčtyřnásobil z přibližně 750 na 3000 a od té doby mírně stoupá. Koncem 19. a ve 20. století vzniklo mnoho pracovních míst v sousedním silně industrializovaném městě Arbon, což vedlo k odpovídajícímu přílivu nových obyvatel.
Na konci roku 2019 tvořili cizinci s trvalým pobytem 24 % obyvatel. Obyvatelé Steinachu uvedli následující údaje o své náboženské příslušnosti: katolíci 42 %, evangelíci 22 %, jiné vyznání nebo bez vyznání 36 %.

## Hospodářství
Před industrializací bylo dominantním průmyslovým odvětvím zemědělství a rybolov a od 17. století také výroba plátna. Jeho význam opět poklesl s vítězstvím bavlny na konci 19. století, ale byl nahrazen zavedením vyšívacího průmyslu kolem roku 1900. Ten byl zase těžce zasažen hospodářskou krizí ve 20. a 30. letech 20. století.
Po druhé světové válce vznikla ve Steinachu řada průmyslových podniků. Tento rozvoj pokračuje dosud a v obci sídlí řada průmyslových společností. V bývalé hale společnosti Arboner Saurer-Werke, která se nachází na půdě Steinachu, sídlí výrobní závody výrobce oken se sídlem v Mörschwilu. Raiffeisenbank Steinach, která dnes patří Raiffeisenbank Regio Arbon, byla založena v roce 1923.

## Doprava

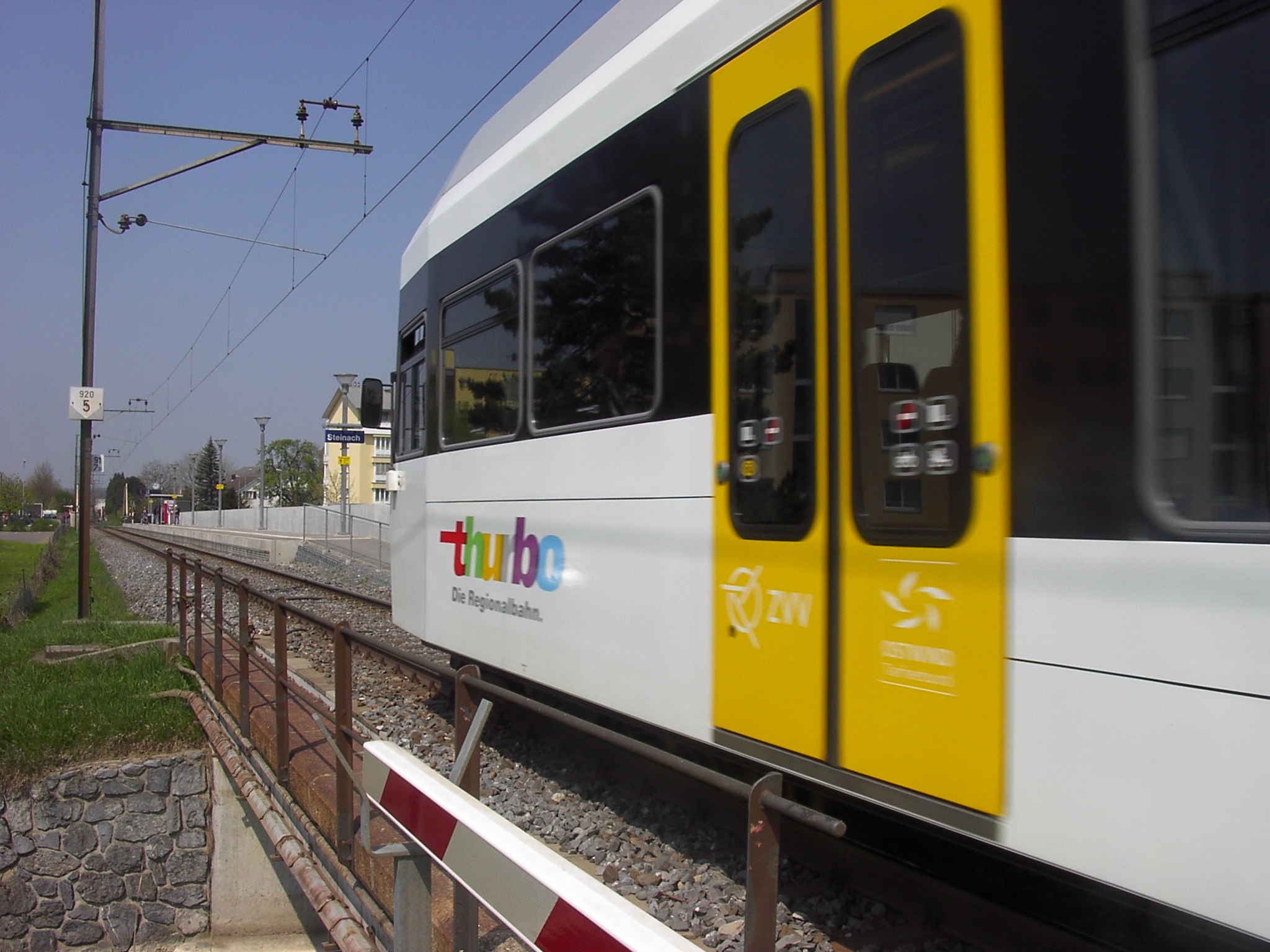
Vlak ve stanici Steinach

Steinach má od 9. prosince 2007 zastávku na trati Romanshorn–Rorschach. Trať je obsluhována linkami S7 a S8 systému příměstských vlakových linek S-Bahn St. Gallen, které se střídají každou půlhodinu. K napojení na železniční síť došlo až s velkým zpožděním; Steinach o výstavbu železniční trati, která byla otevřena v roce 1869, přišel, protože ve sporu o železniční spojení dostal stanici pouze sousední Horn.
Spojení Steinachu se sousedními obcemi a St. Gallenem zajišťuje autobusová síť PostBus Switzerland. S-Bahn a autobusová doprava jsou integrovány do tarifní sítě Ostwind.
Dálnice A1 je snadno dostupná prostřednictvím dálničního přivaděče A23. Doba jízdy do St. Gallenu je přibližně 10 minut a do Curychu přibližně hodinu.